# Kadenz (American Football)
Mit Kadenz oder Snap Count bezeichnet man im American Football die Startkommandos der Offense, von der Aufstellung an der Line of Scrimmage bis zum Snap, mit dem der Ball ins Spiel gebracht wird. Eine typische Kadenz ist Down! – Set! – Hut!, die analog zu „Auf die Plätze! – Fertig! – Los!“ verstanden werden kann, wobei beim Football mehr oder weniger Kommandos verwendet werden können, um die Abwehr zu überraschen.
Üblicherweise wird die Kadenz vom Quarterback zuvor im Huddle bekanntgegeben, denn das konkrete Signal zum Start des Spielzugs sollte nur der Offense bekannt sein, die sich an der Line of Scrimmage vor Beginn eines Spielzugs aufstellt. Dort müssen die meisten Angriffsspieler in bestimmten Aufstellungen mindestens eine Sekunde bewegungslos stillstehen, anderenfalls drohen Strafen wie „Illegal Motion“ oder „False Start“. Nur der Quarterback darf sich umschauen, und ein Angriffsspieler darf gegebenenfalls als „Man in Motion“ seine Position wechseln. Typisch ist ein Start „auf eins“, d. h. auf Down! bücken sich die Spieler in ihre Startstellung, Set! verkündet die abgeschlossene regelgerechte Aufstellung, und beim ersten Hut! geht es los.
Der Snap Count bildet ein Überraschungsmoment, da die Defense darauf angewiesen ist, auf die tatsächliche Bewegung des Balles (Snap) zu reagieren. Oft verwendet die Offense die gleiche Kadenz, die nur in besonderen Situationen verändert wird. Dies hat besonders bei Amateurmannschaften den Vorteil, dass die Angriffsspieler sich auf ihre Rolle beim eigentlichen Spielzug konzentrieren können, und Fehler beim Snap reduziert werden. Man kann natürlich auch durch häufigeren Wechsel versuchen, die Abwehr mit einem schnelleren Start als üblich unvorbereitet zu überraschen, oder mit einem verzögerten Start in die Falle eines „Offsides“ zu locken. Dabei muss der Spielmacher immer darauf achten, den Ball noch rechtzeitig ins Spiel zu bringen, sonst droht eine Strafe wegen Spielverzögerung (Delay of Game).
Eine Sonderform sind sogenannte Audibles, also für alle hörbare Anweisungen, mit denen der Quarterback angesichts der Abwehrformation eine Änderung des vorher verabredeten Spielzuges bekanntgibt.